# دیوید کاکبرن
دیوید کاکبرن (متولد ۱۲اکتبر ۱۹۴۹) در سنت اندروز و آکسفورد فلسفه خوانده و در سوانسی ، دانشگاه آزاد تدریس کرده است و تا سال ۲۰۱۰ بیش از ۳۰سال را در دانشگاه ولز، لامپیتر گذرانده است،  که در آنجا دوره های فلسفه ذهن ، اسپینوزا ، ویتگنشتاین و دیگر مباحث را تدریس می کند.. او در سال‌های ۱۹۹۴تا ۱۹۹۶یک آکادمی خوانندگان بریتانیایی داشت که در طی آن کتاب زمان‌های دیگر را نوشت. او همچنین علاقه و مشارکت عمیقی در گروه حقوق بشر عفو بین الملل دارد.

## انتشارات
برای یک فهرست کامل به وب سایت Lampeter مراجعه کنید

### به عنوان نویسنده
- درآمدی بر فلسفه ذهن ( پالگریو ، ۲۰۰۱)
- زمان های دیگر: دیدگاه های فلسفی در مورد گذشته، حال و آینده ( انتشارات دانشگاه کمبریج ، ۱۹۹۷)
- انسان های دیگر ( مک میلان ، ۱۹۹۰)
- هیوم (انتشارات دانشگاه آزاد، ۱۹۸۳)

### به عنوان ویراستار
- مرگ و معنای زندگی (Trivium 27, ۱۹۹۲)
- انسان ها (مجموعه مقالات کنفرانس موسسه سلطنتی فلسفه، انتشارات دانشگاه کمبریج ، ۱۹۹۱)